# Giulia Liboà
Giulia Liboà (Cuneo, 3 giugno 1993) è una lunghista italiana.
Ha vinto un titolo italiano assoluto indoor (2013) e tre nazionali giovanili. Vanta una presenza con la Nazionale assoluta agli Europei indoor 2013.

## Biografia
Al suo primo anni da cadetta nel 2007, ai campionati italiani di categoria è uscita in batteria sugli 80 m ed ha concluso al nono posto con la 4x100 m; l'anno seguente, 2008, ha vinto il titolo italiano cadette nel salto in lungo ed è stata undicesima nella staffetta 4x100 m.
Al suo primo anno da allieva, 2009, ha subito vinto due medaglie ai campionati nazionali di categoria: bronzo indoor ed argento all'aperto.
Ha partecipato alla Coppa "Jean Humbert" (Campionati studenteschi del mondo di atletica leggera) tenutasi a Tallinn in Estonia, vincendo la medaglia di bronzo sui 100 m e terminando al 7º posto nel salto in lungo.
2010, agli italiani allieve indoor è stata 14ª; all'aperto, sempre ai campionati nazionali di categoria ha vinto il titolo nel salto in lungo ed è stata squalificata con la staffetta 4x100 m.
Ai trials olimpici della gioventù europea in Russia a Mosca ha concluso al 19º posto.
Durante la stagione indoor 2011, è stata vicecampionessa agli italiani juniores e nona agli assoluti; all'aperto ha vinto la medaglia di bronzo ai nazionali juniores ed è stata 11ª agli assoluti.
Stagione indoor 2012, quinta agli italiani juniores e quarto posto agli assoluti (a 7 cm dal bronzo di Ottavia Cestonaro); outdoor, bronzo ai campionati nazionali promesse.
Ai Mondiali juniores di Barcellona (Spagna) non ha superato la fase di qualificazione alla finale, terminando al 26º posto.
Indoor 2013, ai campionati italiani congiunti assoluti e promesse ha vinto il titolo assoluto ed è stata vicecampionessa promesse dietro, dell'allora ancora ucraina, Dariya Derkach.
In occasione del suo esordio con la maglia della Nazionale assoluta, agli Europei indoor di Göteborg in Svezia non è andata oltre la fase di qualificazione, finendo 19ª.
Medaglia di bronzo nel 2014 agli assoluti con la staffetta 4x100 m.
Quattro medaglie ai vari campionati italiani nel 2015: oro con relativo titolo agli italiani promesse indoor, argento agli assoluti sempre al coperto e bronzo ai nazionali promesse all'aperto, argento agli assoluti (sesta con la staffetta 4x100 m).
Agli Europei under 23 di Tallinn (Estonia) non è andata oltre la fase di qualificazione, concludendo al 24º posto.

## Progressione

### Salto in lungo
| Stagione | Misura | Luogo    | Data       | Rank. Mond. |
| -------- | ------ | -------- | ---------- | ----------- |
| 2015     | 6,35 m | Mondovì  | 2-6-2015   |             |
| 2014     | 5,85 m | Milano   | 28-9-2014  |             |
| 2013     | 6,40 m | Mondovì  | 2-6-2013   |             |
| 2012     | 6,19 m | Mondovì  | 2-6-2012   |             |
| 2011     | 5,98 m | Mondovì  | 12-6-2011  |             |
| 2010     | 5,98 m | Mondovì  | 2-6-2010   |             |
| 2009     | 5,79 m | Grosseto | 4-10-2009  |             |
| 2008     | 5,57 m | Roma     | 10-10-2008 |             |
| 2007     | 4,45 m | Alba     | 20-10-2007 |             |
| 2006     | 4,38 m | Novara   | 25-6-2006  |             |
| 2005     | 3,90 m | Mondovì  | 25-4-2005  |             |

### Salto in lungo indoor
| Stagione | Misura | Luogo  | Data      | Rank. Mond. |
| -------- | ------ | ------ | --------- | ----------- |
| 2015     | 6,39 m | Padova | 22-2-2015 |             |
| 2013     | 6,00 m | Ancona | 16-2-2013 |             |
| 2012     | 6,01 m | Ancona | 25-2-2012 |             |
| 2011     | 5,96 m | Ancona | 13-2-2011 |             |
| 2010     | 5,29 m | Modena | 17-1-2010 |             |
| 2009     | 5,78 m | Ancona | 15-2-2009 |             |
| 2008     | 4,67 m | Torino | 9-2-2008  |             |

## Palmarès
| Anno | Manifestazione    | Sede       | Evento         | Risultato | Prestazione | Note  |
| ---- | ----------------- | ---------- | -------------- | --------- | ----------- | ----- |
| 2012 | Mondiali juniores | Barcellona | Salto in lungo | 26ª (q)   | 5,78 m      | [ 1 ] |
| 2013 | Europei indoor    | Göteborg   | Salto in lungo | 19ª (q)   | 5,94 m      | [ 2 ] |
| 2015 | Europei U23       | Tallinn    | Salto in lungo | 24ª (q)   | 5,94 m      | [ 3 ] |

## Campionati nazionali
- 1 volta campionessa assoluta indoor di salto in lungo (2013)
- 1 volta campionessa promesse indoor di salto in lungo (2015)
- 1 volta campionessa allieve di salto in lungo (2010)
- 1 volta campionessa cadette di salto in lungo (2008)

2007
- In batteria ai Campionati italiani cadetti e cadette, (Ravenna), 80 m - 10"72[4]
- 9ª ai Campionati italiani cadetti e cadette, (Ravenna), 4x100 m - 50"95[5]

2008
- Oro ai Campionati italiani cadetti e cadette, (Roma), Salto in lungo - 5,57 m[6]
- 11ª ai Campionati italiani cadetti e cadette, (Roma), 4x100 m - 51"98[7]

2009
- Bronzo ai Campionati italiani allievi-juniores-promesse indoor, (Ancona), Salto in lungo - 5,78 m[8]
- Argento ai Campionati italiani allievi e allieve, (Grosseto), Salto in alto - 5,79 m[9]

2010
- 14ª ai Campionati italiani allievi-juniores-promesse indoor, (Ancona), Salto in lungo - 4,98 m[10]
- Oro ai Campionati italiani allievi e allieve, (Rieti), Salto in lungo - 5,93 m[11]
- In batteria ai Campionati italiani allievi e allieve, (Rieti), 4x100 m - dq[12]

2011
- Argento ai Campionati italiani allievi-juniores-promesse indoor, (Ancona), Salto in lungo - 5,96 m[13]
- 9ª ai Campionati italiani assoluti indoor, (Ancona),
Salto in lungo - 5,69 m[14]
- Bronzo ai Campionati italiani juniores e promesse, (Bressanone), Salto in lungo - 5,97 m[15]
- 11ª ai Campionati italiani assoluti, (Torino),
Salto in lungo - 5,70 m[16]

2012
- 5ª ai Campionati italiani allievi e juniores indoor, (Ancona), Salto in lungo - 5,56 m[17]
- 4ª ai Campionati italiani assoluti e promesse indoor, (Ancona), Salto in lungo - 6,01 m[18]
- Bronzo ai Campionati italiani juniores e promesse, (Misano Adriatico), Salto in lungo - 6,02 m[19]

2013
- Oro ai Campionati italiani assoluti e promesse indoor, (Ancona), Salto in lungo - 6,00 m (assolute)[20]
- Argento ai Campionati italiani assoluti e promesse indoor, (Ancona), Salto in lungo - 6,00 m (promesse)[21]

2014
- Bronzo ai Campionati italiani assoluti, (Rovereto), 4x100 m - 46"58[22]

2015
- Oro ai Campionati italiani juniores e promesse indoor, (Ancona), Salto in lungo - 6,26 m[23]
- Argento ai Campionati italiani assoluti indoor, (Padova), Salto in lungo - 6,39 m[24]
- Bronzo ai Campionati italiani juniores e promesse, (Rieti), Salto in lungo - 6,22 m[25]
- Argento ai Campionati italiani assoluti (Torino), Salto in lungo - 6,26 m[26]
- 6ª ai Campionati italiani assoluti, (Torino),
4x100 m - 47"18[27]

## Altre competizioni internazionali
2009
- Bronzo nella Coppa "Jean Humbert" ( Tallinn), 100 m piani - 12"61[28]
- 7ª nella Coppa "Jean Humbert" ( Tallinn), salto in lungo - 5,51 m[29]

2010
- 19ª ai Trials olimpici della gioventù europea ( Mosca), salto in lungo - 6,13 m[30]